# B.A.P/Diskografie
Diese Diskografie ist eine Übersicht über die musikalischen Werke der südkoreanischen Boygroup B.A.P. Die Gruppe wurde 2012 von TS Entertainment gegründet.

## Alben

### Studioalben
| Jahr                       | Titel Musiklabel                                       | Höchstplatzierung, Gesamtwochen, AuszeichnungChartplatzierungen (Jahr, Titel, Musiklabel, Platzierungen, Wochen, Auszeichnungen, Anmerkungen) | Höchstplatzierung, Gesamtwochen, AuszeichnungChartplatzierungen (Jahr, Titel, Musiklabel, Platzierungen, Wochen, Auszeichnungen, Anmerkungen) | Anmerkungen                                               |
| Jahr                       | Titel Musiklabel                                       | KR | JP | Anmerkungen                                               |
| -------------------------- | ------------------------------------------------------ | --- | --- | --------------------------------------------------------- |
| Südkoreanische Studioalben |                                                        | | |                                                           |
|                            |                                                        | | |                                                           |
| 2014                       | First Sensibility TS Entertainment, LOEN Entertainment | KR1 (19 Wo.)KR | JP16 (1 Wo.)JP | Erstveröffentlichung: 4. Februar 2014 Verkäufe: + 106.190 |
| 2016                       | Noir TS Entertainment, LOEN Entertainment              | KR2 (7 Wo.)KR | JP39 (4 Wo.)JP | Erstveröffentlichung: 7. November 2016 Verkäufe: + 55.904 |
| Japanische Studioalben     |                                                        | | |                                                           |
|                            |                                                        | | |                                                           |
| 2016                       | Best.Absolute.Perfect King Records                     | — | JP4 (3 Wo.)JP | Erstveröffentlichung: 30. März 2016                       |
| 2017                       | Unlimited King Records                                 | — | JP6 (1 Wo.)JP | Erstveröffentlichung: 28. Juni 2017                       |
| 2018                       | Massive King Records                                   | — | JP6 (3 Wo.)JP | Erstveröffentlichung: 28. März 2018                       |
| 2018                       | B.A.P The Best -Japanese Version- King Records         | — | JP12 (1 Wo.)JP | Erstveröffentlichung: 28. November 2018                   |

### EPs
| Jahr | Titel Musiklabel                              | Höchstplatzierung, Gesamtwochen, AuszeichnungChartplatzierungen (Jahr, Titel, Musiklabel, Platzierungen, Wochen, Auszeichnungen, Anmerkungen) | Höchstplatzierung, Gesamtwochen, AuszeichnungChartplatzierungen (Jahr, Titel, Musiklabel, Platzierungen, Wochen, Auszeichnungen, Anmerkungen) | Anmerkungen                                                                             |
| Jahr | Titel Musiklabel                              | KR | JP | Anmerkungen                                                                             |
| ---- | --------------------------------------------- | --- | --- | --------------------------------------------------------------------------------------- |
| 2012 | No Mercy TS Entertainment, LOEN Entertainment | KR3 (33 Wo.)KR | — | Erstveröffentlichung: 19. Juli 2012 Verkäufe: + 26.933                                  |
| 2012 | Crash a TS Entertainment, LOEN Entertainment  | KR3 (45 Wo.)KR | — | Erstveröffentlichung: 30. August 2012 Verkäufe: + 30.191                                |
| 2013 | One Shot TS Entertainment, LOEN Entertainment | KR2 (39 Wo.)KR | — | Erstveröffentlichung: 13. Februar 2013 Verkäufe: + 87.854                               |
| 2013 | Badman TS Entertainment, LOEN Entertainment   | KR3 (17 Wo.)KR | — | Erstveröffentlichung: 6. August 2013 Verkäufe: + 88.989                                 |
| 2015 | Matrix TS Entertainment, LOEN Entertainment   | KR1 (6 Wo.)KR | — | Erstveröffentlichung: 16. November 2015 Verkäufe: + 98.276                              |
| 2016 | Carnival TS Entertainment, LOEN Entertainment | KR2 (9 Wo.)KR | JP48 (1 Wo.)JP | Erstveröffentlichung: 22. Februar 2016 Verkäufe: + 64.100                               |
| 2024 | Curtain Call MA Entertainment                 | KR3 (5 Wo.)KR | JP23 (1 Wo.)JP | Erstveröffentlichung: 8. August 2024 Verkäufe: + 51.412 als 방용국&정대현&유영재&문종업 |

### Single-Alben
| Jahr | Titel Musiklabel                                    | Höchstplatzierung, Gesamtwochen, AuszeichnungChartplatzierungen (Jahr, Titel, Musiklabel, Platzierungen, Wochen, Auszeichnungen, Anmerkungen) | Höchstplatzierung, Gesamtwochen, AuszeichnungChartplatzierungen (Jahr, Titel, Musiklabel, Platzierungen, Wochen, Auszeichnungen, Anmerkungen) | Anmerkungen                                                |
| Jahr | Titel Musiklabel                                    | KR | JP | Anmerkungen                                                |
| ---- | --------------------------------------------------- | --- | --- | ---------------------------------------------------------- |
| 2012 | Warrior TS Entertainment, LOEN Entertainment        | KR3 (68 Wo.)KR | — | Erstveröffentlichung: 26. Januar 2012 Verkäufe: + 42.482   |
| 2012 | Power TS Entertainment, LOEN Entertainment          | KR2 (47 Wo.)KR | — | Erstveröffentlichung: 27. April 2012 Verkäufe: + 38.650    |
| 2012 | Stop It TS Entertainment, LOEN Entertainment        | KR3 (28 Wo.)KR | — | Erstveröffentlichung: 23. Oktober 2012 Verkäufe: + 26.514  |
| 2014 | Unplugged 2014 TS Entertainment, LOEN Entertainment | KR2 (2 Wo.)KR | — | Erstveröffentlichung: 10. Juni 2014 Verkäufe: + 27.444     |
| 2016 | Put ’Em Up TS Entertainment, LOEN Entertainment     | KR3 (2 Wo.)KR | — | Erstveröffentlichung: 8. August 2016 Verkäufe: + 27.297    |
| 2017 | Rose TS Entertainment, LOEN Entertainment           | KR3 (8 Wo.)KR | — | Erstveröffentlichung: 7. März 2017 Verkäufe: + 43.836      |
| 2017 | Blue TS Entertainment, LOEN Entertainment           | KR4 (5 Wo.)KR | — | Erstveröffentlichung: 5. September 2017 Verkäufe: + 26.470 |
| 2017 | Ego TS Entertainment, LOEN Entertainment            | KR3 (5 Wo.)KR | — | Erstveröffentlichung: 13. Dezember 2017 Verkäufe: + 30.606 |
| 2024 | Christmas with You MA Entertainment                 | KR5 (5 Wo.)KR | — | Erstveröffentlichung: 18. Dezember 2024                    |

## Singles
| Jahr | Titel Album                                       | Höchstplatzierung, Gesamtwochen, AuszeichnungChartplatzierungen (Jahr, Titel, Album, Platzierungen, Wochen, Auszeichnungen, Anmerkungen) | Höchstplatzierung, Gesamtwochen, AuszeichnungChartplatzierungen (Jahr, Titel, Album, Platzierungen, Wochen, Auszeichnungen, Anmerkungen) | Anmerkungen                                         |
| Jahr | Titel Album                                       | KR | JP | Anmerkungen                                         |
| --- | ------------------------------------------------- | --- | --- | --------------------------------------------------- |
| Südkoreanische Singles |                                                   | | |                                                     |
| |                                                   | | |                                                     |
| 2012 | Warrior                                           | KR44 (5 Wo.)KR | — | Verkäufe: + 348.456                                 |
| 2012 | Secret Love Warrior                               | — | — | feat. Jieun von Secret                              |
| 2012 | Power                                             | KR38 (3 Wo.)KR | — | Verkäufe: + 205.815                                 |
| 2012 | Goodbye No Mercy                                  | KR51 (1 Wo.)KR | — | Verkäufe: + 69.801                                  |
| 2012 | No Mercy                                          | KR40 (7 Wo.)KR | — | Verkäufe: + 378.003                                 |
| 2012 | Crash                                             | KR17 (7 Wo.)KR | — | Verkäufe: + 496.541                                 |
| 2012 | Stop It                                           | KR28 (5 Wo.)KR | — | Verkäufe: + 361.845                                 |
| 2013 | Rain Sound (빗소리) One Shot                      | KR15 (4 Wo.)KR | — | Verkäufe: + 208.432                                 |
| 2013 | One Shot                                          | KR17 (5 Wo.)KR | — | Verkäufe: + 265.112                                 |
| 2013 | Coffee Shop Badman                                | KR31 (3 Wo.)KR | — | Verkäufe: + 94.100                                  |
| 2013 | Hurricane Badman                                  | KR39 (2 Wo.)KR | — | Verkäufe: + 75.005                                  |
| 2013 | Badman                                            | KR21 (3 Wo.)KR | — | Verkäufe: + 110.868                                 |
| 2014 | 1004 (Angel) First Sensibility                    | KR9 (6 Wo.)KR | — | Verkäufe: + 257.158                                 |
| 2014 | Where Are You? What Are You Doing? Unplugged 2014 | KR27 (2 Wo.)KR | — | Verkäufe: + 101.634                                 |
| 2015 | Young, Wild & Free Matrix                         | KR42 (1 Wo.)KR | — | Verkäufe: + 39.229                                  |
| 2016 | Feel So Good Carnival                             | KR51 (1 Wo.)KR | — | Verkäufe: + 53.886                                  |
| 2016 | That’s My Jam Put ’Em Up                          | — | — | Verkäufe: + 12.176                                  |
| 2016 | Skydive Noir                                      | — | — | Verkäufe: + 16.585                                  |
| 2017 | Wake Me Up Rose                                   | — | — | Verkäufe: + 16.401                                  |
| 2017 | Honeymoon Blue                                    | — | — |                                                     |
| 2017 | Hands Up Ego                                      | — | — |                                                     |
| Japanische Singles |                                                   | | |                                                     |
| |                                                   | | |                                                     |
| 2013 | Warrior Best.Absolute.Perfect                     | — | JP5 (7 Wo.)JP |                                                     |
| 2013 | One Shot Best.Absolute.Perfect                    | — | JP10 (4 Wo.)JP |                                                     |
| 2014 | No Mercy Best.Absolute.Perfect                    | — | JP2 (5 Wo.)JP |                                                     |
| 2014 | Excuse Me Best.Absolute.Perfect                   | — | JP2 (3 Wo.)JP |                                                     |
| 2016 | Feel So Good Unlimited                            | — | JP5 (2 Wo.)JP |                                                     |
| 2016 | Fly High Unlimited                                | — | JP7 (2 Wo.)JP |                                                     |
| 2017 | Wake Me Up Unlimited                              | — | JP4 (2 Wo.)JP |                                                     |
| 2017 | Honeymoon Massive                                 | — | JP5 (2 Wo.)JP |                                                     |
| 2018 | Hands Up Massive                                  | — | JP4 (3 Wo.)JP |                                                     |
| Folgende Lieder erschienen nicht als Single, wurden aber durch das Album zum Download und Streaming bereitgestellt und konnten somit eine Platzierung erlangen: |                                                   | | |                                                     |
| |                                                   | | |                                                     |
| 2012 | It’s All Lies Power                               | KR178 (1 Wo.)KR | — | Charteinstieg: 2012                                 |
| 2012 | Voicemail No Mercy                                | KR160 (1 Wo.)KR | — | Charteinstieg: 2012                                 |
| 2012 | What My Heart Tells Me To Do No Mercy             | KR168 (1 Wo.)KR | — | Charteinstieg: 2012                                 |
| 2012 | I Remember Crash                                  | KR136 (1 Wo.)KR | — | Charteinstieg: 2012 Bang Yongguk Solo feat. Daehyun |
| 2012 | Yes Sir Stop It                                   | KR188 (1 Wo.)KR | — | Charteinstieg: 2012                                 |
| 2012 | Happy Birthday Stop It                            | KR152 (1 Wo.)KR | — | Charteinstieg: 2012                                 |
| 2013 | 0 (Zero) One Shot                                 | KR89 (1 Wo.)KR | — | Charteinstieg: 2013; Verkäufe: + 19.877             |
| 2013 | Coma One Shot                                     | KR90 (1 Wo.)KR | — | Charteinstieg: 2013; Verkäufe: + 19.736             |
| 2013 | Punch One Shot                                    | KR100 (1 Wo.)KR | — | Charteinstieg: 2013; Verkäufe: + 16.879             |
| 2013 | Bow Wow Badman                                    | KR141 (1 Wo.)KR | — | Charteinstieg: 2013                                 |
| 2013 | Excuse Me Badman                                  | KR142 (1 Wo.)KR | — | Charteinstieg: 2013                                 |
| 2013 | Whut’s Poppin’ Badman                             | KR183 (1 Wo.)KR | — | Charteinstieg: 2013                                 |
| 2014 | Easy (쉽죠) First Sensibility                     | KR79 (1 Wo.)KR | — | Charteinstieg: 2014; Verkäufe: + 17.545             |
| 2014 | With You First Sensibility                        | KR105 (2 Wo.)KR | — | Charteinstieg: 2014                                 |
| 2014 | Love Sick First Sensibility                       | KR109 (2 Wo.)KR | — | Charteinstieg: 2014                                 |
| 2014 | B.A.B.Y First Sensibility                         | KR110 (2 Wo.)KR | — | Charteinstieg: 2014                                 |
| 2014 | Save Me First Sensibility                         | KR118 (2 Wo.)KR | — | Charteinstieg: 2014                                 |
| 2014 | Shady Lady First Sensibility                      | KR121 (1 Wo.)KR | — | Charteinstieg: 2014                                 |
| 2014 | Body & Soul First Sensibility                     | KR122 (1 Wo.)KR | — | Charteinstieg: 2014                                 |
| 2014 | Spy First Sensibility                             | KR130 (1 Wo.)KR | — | Charteinstieg: 2014                                 |
| 2014 | S.N.S First Sensibility                           | KR133 (1 Wo.)KR | — | Charteinstieg: 2014                                 |
| 2014 | Check On First Sensibility                        | KR136 (1 Wo.)KR | — | Charteinstieg: 2014                                 |
| 2014 | Bang X2 First Sensibility                         | KR139 (1 Wo.)KR | — | Charteinstieg: 2014                                 |
| 2014 | BAP First Sensibility                             | KR153 (1 Wo.)KR | — | Charteinstieg: 2014                                 |

## Videoalben
| Jahr | Titel                                             | Höchstplatzierung, Gesamtwochen, AuszeichnungChartsChartplatzierungen (Jahr, Titel, Platzierungen, Wochen, Auszeichnungen, Anmerkungen) | Anmerkungen |
| Jahr | Titel                                             | JP | Anmerkungen |
| ---- | ------------------------------------------------- | --- | ----------- |
| 2013 | B.A.P DVD日本盤 Live On Earth Pacific Tour DVD    | — |             |
| 2014 | B.A.P 1st Japan Tour Live DVD Warrior Begins      | JP7 (4 Wo.)JP |             |
| 2016 | B.A.P Live On Earth 2016 World Tour Japan Awake!! | — |             |

## Musikvideos
| Jahr | Titel                              | Anmerkungen                  |
| ---- | ---------------------------------- | ---------------------------- |
| 2012 | Warrior                            | Erste Single                 |
| 2012 | Secret Love                        | Nachfolge-Promo-Single       |
| 2012 | Power                              | Zweite Single                |
| 2012 | Goodbye                            | Vorabsingle der 1. EP        |
| 2012 | No Mercy                           | 1. EP                        |
| 2012 | Crash                              | 1. EP Wiederveröffentlichung |
| 2012 | Stop It                            | Dritte Single                |
| 2013 | Rain Sound                         | Vorabsingle der 2. EP        |
| 2013 | One Shot                           | 2. EP                        |
| 2013 | Coffee Shop                        | Vorabsingle der 3. EP        |
| 2013 | Hurricane                          | Vorabsingle der 3. EP        |
| 2013 | Badman                             | 3. EP                        |
| 2014 | 1004 (Angel)                       | 1. Studioalbum               |
| 2014 | Where Are You? What Are You Doing? | Vierte Single                |
| 2015 | Young, Wild & Free                 | 4. EP                        |
| 2016 | Feel So Good                       | 5. EP                        |
| 2016 | That’s My Jam                      | Fünfte Single                |
| 2016 | Skydive                            | 2. Studioalbum               |
| 2017 | Wake Me Up                         | 6. EP                        |
| 2017 | Honeymoon                          | 7. EP                        |
| 2017 | Hands Up                           | 8. EP                        |

| Jahr | Titel        | Anmerkungen     |
| ---- | ------------ | --------------- |
| 2013 | Warrior      | Erste Single    |
| 2013 | One Sho      | Zweite Single   |
| 2014 | No Mercy     | Dritte Single   |
| 2014 | Excuse Me    | Vierte Single   |
| 2016 | Kingdom      | 1. Studioalbum  |
| 2016 | Feel So Good | Fünfte Single   |
| 2016 | Fly High     | Sechste Single  |
| 2017 | Wake Me Up   | Siebente Single |
| 2017 | Honeymoon    | Achte Single    |
| 2017 | Hands Up     | Neunte Single   |

## Statistik

### Chartauswertung
|                     | KR     | JP    |
| ------------------- | ------ | ----- |
| Nummer-eins-Alben   | KR2KR  | JP—JP |
| Top-10-Alben        | KR18KR | JP3JP |
| Alben in den Charts | KR18KR | JP8JP |

|                       | KR     | JP    |
| --------------------- | ------ | ----- |
| Nummer-eins-Singles   | KR—KR  | JP—JP |
| Top-10-Singles        | KR1KR  | JP9JP |
| Singles in den Charts | KR39KR | JP9JP |

|                          | JP    |
| ------------------------ | ----- |
| Nummer-eins-Videoalben   | JP—JP |
| Top-10-Videoalben        | JP1JP |
| Videoalben in den Charts | JP1JP |